# Francesc Comas i Pagès

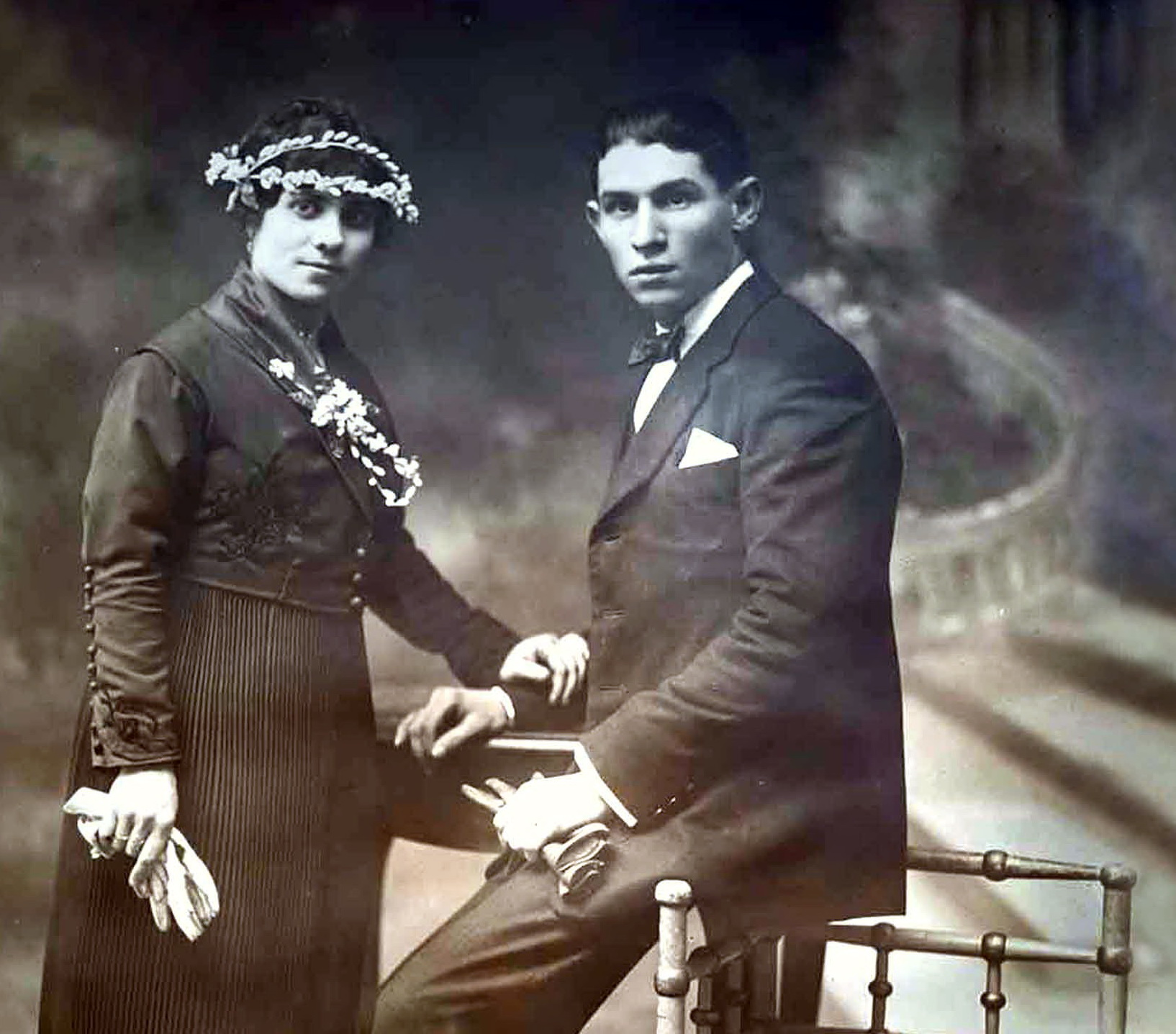
Francesc Comas i muller, Lola Sabater.

Francesc Comas i Pagès, conegut com «Paronas», (Sants, Barcelona, 26 d'abril de 1896 - Barcelona, 13 de març de 1923) va ser un anarcosindicalista català que va morir a causa de les ferides rebudes en l'atemptat que va causar la mort de Salvador Seguí, «El Noi del Sucre».
Francesc Comas i Pagès era vidrier i va treballar a les Cristalleries Planell. El desembre de 1918 va participar en el congrés vidrier celebrat a l'Ateneu Racionalista de Sants, entitat situada al carrer de Vallespir, que es pot considera la seva «llar política i social». El 1918 va participar, en representació dels vidriers barcelonins al Congrés de Sants de la CNT. El febrer de 1919 es va casar amb Dolors Sabaté i va anar a viure al carrer Hartzenbusch. Poc després, a causa de la seva participació a la vaga de la Canadenca, el van detenir i va ser empresonat al castell de la Mola de Maó, on va romandre fins al de 1922. El desembre de 1919, com a delegat del Sindicat únic del Ram del Vidre, va integrar la delegació catalana a Madrid amb Salvador Segui al Congrés del teatre Comèdia, on la CNT va adoptar els postulats del comunisme llibertari. El 30 de novembre de 1920, juntament amb altres dirigents anarcosindicalistes i polítics com Salvador Seguí i Lluís Companys, va ser deportat amb el vaixell Giralda a Maó a la fortalesa de la Mola.

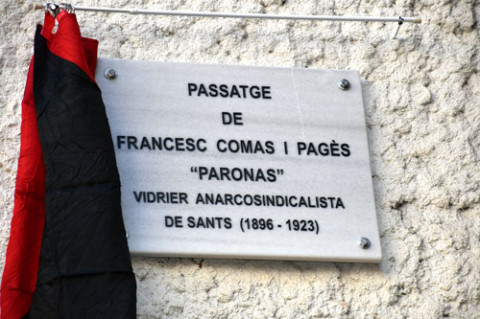
Placa assassinat Francesc Comas "Paronas". Carrer Constitució barri de la Bordeta de Barcelona.

El 10 de març de 1923, Francesc Comas va ser ferit en l'atemptat en què va morir Salvador Seguí, «El Noi del Sucre», perpetrat pels Sindicats Lliures. Francesc Comas moriria el 13 de març a l'Hospital de la Santa Creu de Barcelona per les ferides rebudes en l'atemptat,posteriorment seria portat al dipòsit de cadàvers de l'Hospital clínic de Barcelona. Va morir sense poder conèixer la seva filla Rosa, que va néixer tres dies després de la seva mort.
Coincidint amb el centenari del seu assassinat i mort, en el barri de la Bordeta, en l'espai entre el carrer de la Constitució, on va néixer, i el recinte de Can Batlló, el 12 de març de 2023 va inaugurar-se una placa de record a Francesc Comas. El mateix dia també es va fer un homenatge i ofrena floral «a Francesc Comas "Paronas" i a les víctimes del pistolerisme patronal» en el cementiri de Sants.
El sociòleg i escriptor Ivan Miró, estudiós de la figura de Francesc Comas i Pagès, n'ha afirmat que «una de les seves obsessions era culturitzar-se i culturitzar els obrers» i el defineix «antimasclista per a l'època», fins al punt que va publicar «un al·legat profeminista dedicat a les seves companyes de Brises Llibertàries, que van patir una repressió ferotge per haver participat al motí de les dones del 1918». Miró és autor d'una novel·la ambientada a Sants en els anys de l'obrerisme i pistolerisme que van de 1917 a 1923 i en la qual descriu la trajectòria de Francesc Comas i Pagès: Els vincles audaços.

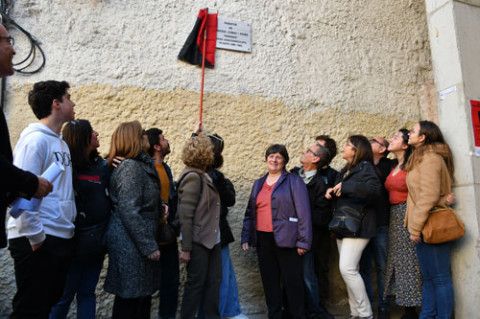
Descobriment placa centenari assassinat Francesc Comas "Paronas". La primera per la dreta Angels Comas neta de Francesc Comas.

## Referències

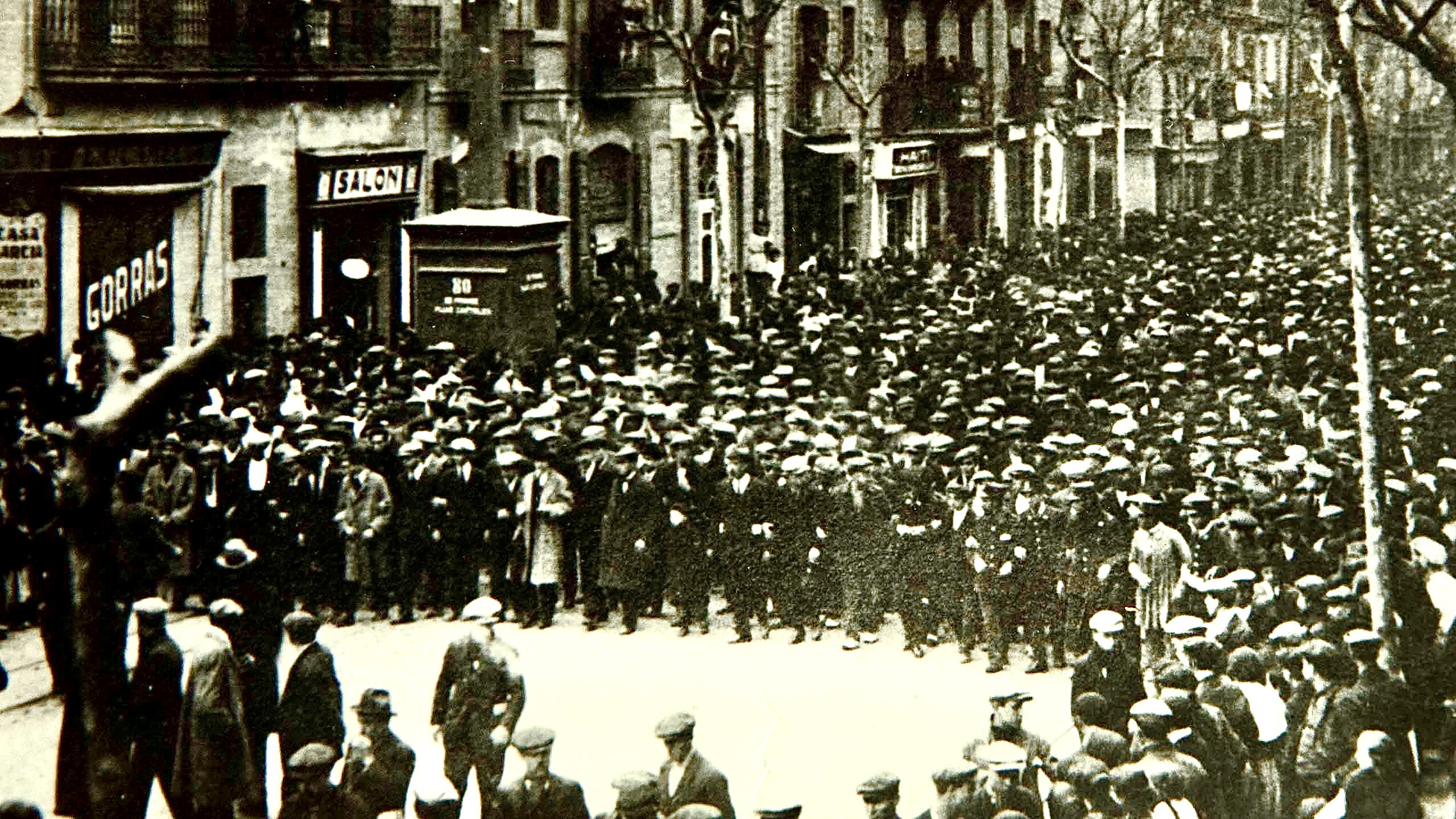
Enterrament de Francesc Comas "Paronas".Carretera de Sants 18 de març de 1923.